# Амтрак Каскадс
Амтрак Каскадс (англ. Amtrak Cascades) — пасажирський залізничний маршрут Національної залізничної пасажирської корпорації на північному заході Тихого океану, яким керує компанія Амтрак у партнерстві зі штатами США Вашингтон і Орегон. Назва походить від гірського масиву Каскадні гори, паралельно до яких пролягає маршрут. 752 кілометровий коридор пролягає від Ванкувера, Британська Колумбія, через Сіетл, Вашингтон і Портленд, Орегон, до Юджина, Орегон.
У 2017 фінансовому році Каскадна залізниця Амтрак була восьмим за завантаженістю маршрутом Національної залізничної пасажирської корпорації із загальним річним пасажиропотоком понад 810 000 пасажирів. У 2018 фінансовому році коефіцієнт окупності тарифної коробки для поїзда становив 63 %. Своєчасність у 2021 фінансовому році склала 58,7 %.
Станом на 2023, щодня на залізниці курсує десять поїздів: один рейс в обидві сторони між Ванкувером, Британська Колумбія, і Сіетлом, один рейс в обидві сторони між Сіетлом і Портлендом, один рейс в обидві сторони між Портлендом і Ванкувером і два рейси в обидві сторони між Сіетлом і Юджином. Станом на 2022 рік, жоден поїзд не їде по всьому маршруту. Потяги, які не прямують безпосередньо до Ванкувера чи Юджина, доступні на автобусах Amtrak Thruway. Крім того, послуги Amtrak Thruway пропонують сполучення з іншими пунктами призначення в Британській Колумбії, Айдахо, Орегоні та Вашингтоні не по залізничному коридору.

## Історія

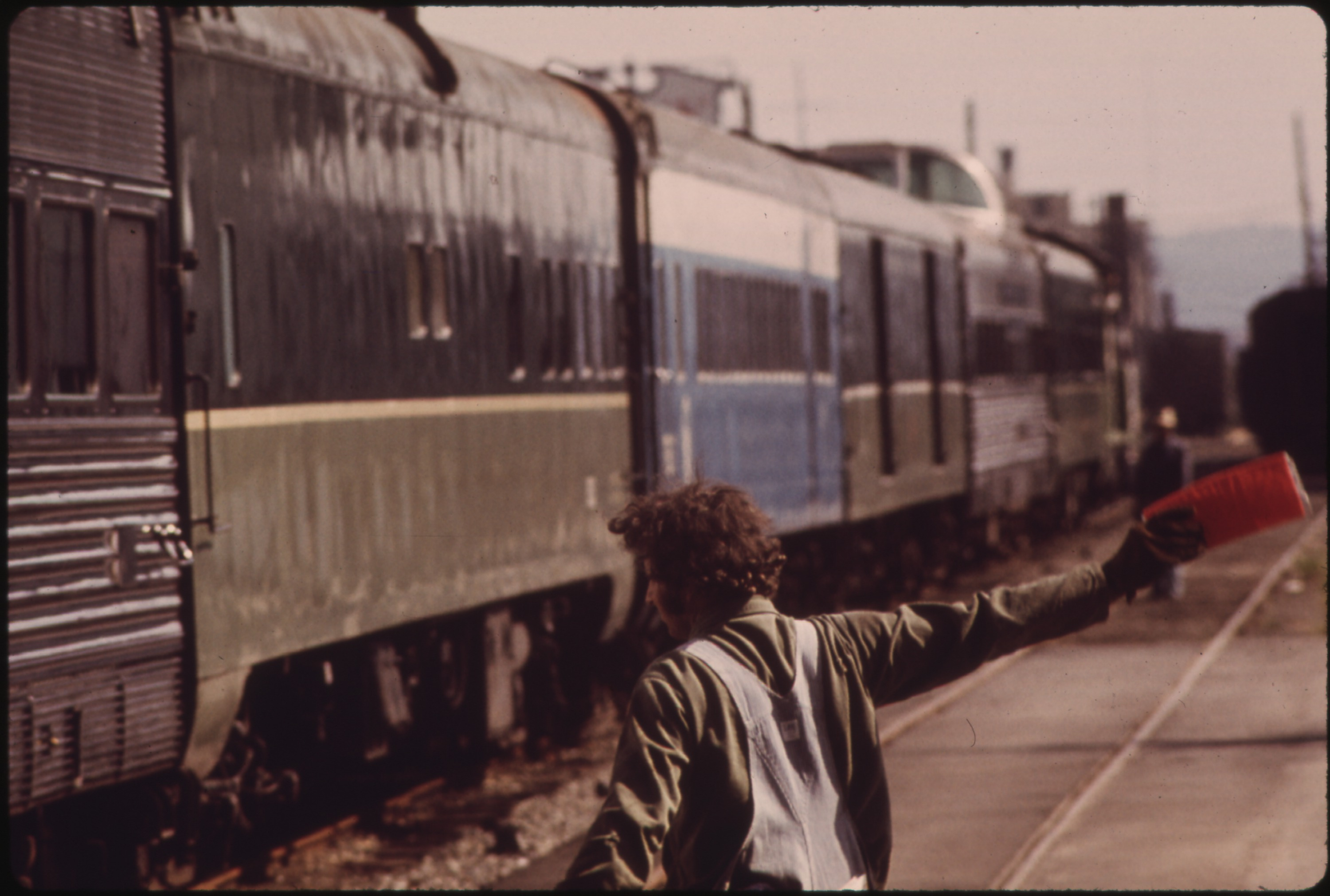
Маунт Рейнер в 1974 році. Зверніть увагу на купольний вагон і вагони, які все ще мають лівреї Берлінгтонського Північного.

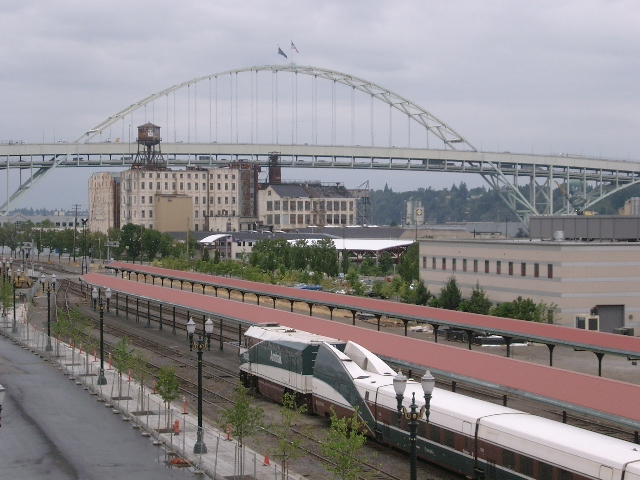
Поїзд Каскадної залізниці Амтрак в Портленді, штат Орегон

З 1925 по 1970 рік пасажирське залізничне сполучення між Сіетлом і Портлендом — ядром якого став маршрут Каскадної залізниці Амтрак — здійснювалося через спільне партнерство Північної тихоокеанської залізниці, Великої північноамериканської залізниці та Залізниці тихоокеанського союзу, причому для переїзду по маршруту діяли квитки будь-якої з вказаних залізниць. Коли Велика північноамериканська залізниця та Північна тихоокеанська залізниця були об'єднані в Burlington Northern у 1970 році, реконструйоване партнерство продовжувало експлуатувати маршрут Сіетл — Портленд до створення Амтрак у 1971 році. Послуги між Ванкувером, Британська Колумбія, та Сіетлом здійснювалися через Great Northern/Burlington Northern International, а між Портлендом і Юджином — Південна тихоокеанська транспортна компанія.